# Hokejový klub Nový Jičín
Le Hokejový klub Nový Jičín est un club de hockey sur glace de Nový Jičín en Tchéquie. Il évolue en 2. liga, troisième échelon tchèque.

## Historique
Le club est créé en 1946.

## Palmarès
- Aucun titre.